# 抹谷
抹谷（發音：[móɡoʊʔ]）是缅甸曼德勒省彬乌伦县下辖的一个城市。距曼德勒北200公里，距中缅国境450公里。

## 地理
该市海拔1170米，全年温带气候。除缅族外，还居住着掸族、傈僳族、德昂族、克伦族等少数民族，还有一些华人、果敢族、廓尔喀人、印度人居住于此。
抹谷市由抹谷和贾宾（Kyat Pyin）两个镇组成。抹谷镇面积约8平方英里，它坐落在群山包围的一个山谷中。贾宾镇位于抹谷镇12英里外，游客不被允许前往该区域。

## 宝石资源
该区域宝石资源丰富，以盛产红宝石和蓝宝石而聞名，青金石、石榴石、月光石、贵橄榄石和金绿宝石等半宝石也有出产。